# Rajd Północnego Słońca 1959
Rajd Północnego Słońca 1959 (10. Svenska Rallyt till Midnattssolen) – 10 edycja rajdu samochodowego Rajd Północnego Słońca rozgrywanego w Szwecji. Rozgrywany był od 8 do 13 czerwca 1959 roku. Była to piąta runda Rajdowych Mistrzostw Europy w roku 1959.

## Klasyfikacja rajdu
| Miejsce                      | Kierowca                     | Pilot                        | Samochód                     | Czas                         | Strata                       |                              |
| Klasyfikacja generalna i ERC | Klasyfikacja generalna i ERC | Klasyfikacja generalna i ERC | Klasyfikacja generalna i ERC | Klasyfikacja generalna i ERC | Klasyfikacja generalna i ERC | Klasyfikacja generalna i ERC |
| ---------------------------- | ---------------------------- | ---------------------------- | ---------------------------- | ---------------------------- | ---------------------------- | ---------------------------- |
| 1.                           | Erik Carlsson                | Mario Pavoni                 | Saab 93 B                    | 1:50                         | 0.0                          |                              |
| 2.                           | Carl-Magnus Skogh            | Rolf Skogh                   | Saab 96                      | 2:15                         | +25                          |                              |
| 3.                           | John Kvarnström              | Hans Andersson               | Ferrari 250 GT               | 2:25                         | +35                          |                              |
| 4.                           | Rune Larsson                 | Bror Hultgren                | Volkswagen                   | 2:33                         | +43                          |                              |
| 5.                           | Gunnar Callbo                | Sigurd Höglund               | Volvo PV 544                 | 2:35                         | +45                          |                              |
| 6.                           | Gunnar Andersson             | Walter Karlsson              | Volvo PV 544                 | 2:53                         | +1:03                        |                              |
| 7.                           | Carl Carlsson                | Sigvard Petterson            | Alfa Romeo Giulietta         | 3:08                         | +1:18                        |                              |
| 8.                           | Gunnar Bengtsson             | Carl Lohmander               | Mercedes-Benz 220 SE         | 3:15                         | +1:25                        |                              |
| 9.                           | Ivar Andersson               | Lennart Simonsson            | Mercedes-Benz 220 SE         | 3:57                         | +2:07                        |                              |
| 10.                          | Harry Bengtsson              | Åke Righard                  | Volkswagen                   | 4:00                         | +2:10                        |                              |